# Roberto il Guiscardo
Roberto d'Altavilla, detto il Guiscardo (in francese antico Guischart, "Volpe, Astuto") e Terror Mundi ("Terrore del Mondo") (Hauteville-la-Guichard, 1015 circa – Cefalonia, 17 luglio 1085), è stato un condottiero normanno.
Sesto figlio di Tancredi (conte di Hauteville-la-Guichard) e primo della sua seconda moglie Fresenda (o Fressenda, figlia di Riccardo I di Normandia, detto Riccardo Senza Paura), divenne Conte di Puglia e Calabria alla morte del fratello Umfredo (1057). In seguito, nel 1059, fu investito da papa Niccolò II del titolo di Duca di Puglia e Calabria e Signore di Sicilia.

## Biografia

### L'arrivo di Roberto in Italia
Anna Comnena ci offre una straordinaria e dettagliata descrizione fisica del personaggio:
Non si dovrebbe tuttavia accordare molta fiducia a tale descrizione: la principessa dell'impero romano d'Oriente nacque nel 1083 e Roberto morì nell'estate del 1085. In realtà la tradizione bizantina, nella quale l'Alessiade di Anna Comnena si inscrive, tendeva ad esaltare virtù e qualità dei nemici per magnificare ancor di più quelle del generale che li aveva sconfitti. In questo caso tale tesi si consolida, considerando che la principessa era figlia di Alessio I Comneno, l'imperatore che fronteggiò l'avanzata del Guiscardo nei Balcani. Le citazioni prese dalla letteratura classica, l'attenzione alle proporzioni del corpo, il complesso di valori che Roberto incarna nell'Alessiade si declinano perfettamente secondo i canoni dei gusti raffinati della corte dell'imperatore romano d'Oriente, erede dello sfarzo romano e della raffinatezza ellenistica.
Con un pizzico di malizia, inoltre, si potrebbe ipotizzare che, per descrivere l'adone bello e aitante che sfolgora nel passo sopracitato, Anna Comnena si fosse ispirata ad uno dei tanti mercenari normanni (i Vareghi), che dal secolo X avevano sostituito gli Excubitores, ossia la guardia personale dell'imperatore bizantino; o più semplicemente al figlio di Roberto, quel Boemondo che passò da Costantinopoli nel 1097 affascinando tutta la corte imperiale e l'adolescente Anna.
Roberto il Guiscardo giunse nel 1047 nell'Italia meridionale, dove già i suoi fratellastri (Guglielmo, Drogone e Umfredo) si erano distinti come abili mercenari dei signori longobardi in contrasto con l'impero romano d'Oriente, ottenendo la Contea di Puglia.
Secondo la storica bizantina coeva Anna Comnena, egli aveva lasciato la Normandia con un seguito di appena cinque cavalieri e trenta fanti avventurieri e, all'arrivo nell'antica Langobardia, si mise a capo di una compagnia errante di predoni.
All'arrivo di Roberto le terre in Puglia scarseggiavano ed egli non poté aspettarsi grandi concessioni da parte di Drogone, il fratellastro allora regnante. D'altra parte lo stesso Umfredo aveva appena ricevuto in feudo la contea di Venosa. E così nel 1048 decise di unirsi al principe longobardo Pandolfo IV di Capua nelle sue incessanti guerre contro il principe Guaimario di Salerno, ma l'alleanza durò appena un anno: stando alle cronache di Amato di Montecassino, Pandolfo venne meno alla promessa di concedere a Roberto un castello e una figlia in sposa, al che il Normanno rispose rompendo gli accordi e abbandonando il sodalizio.
Roberto fece nuovamente richiesta di un feudo al fratellastro Drogone, il quale stavolta gli concesse il comando della fortezza longobarda di Scribla (eretta nel 1044 dal Principe longobardo Guimario V), al centro della Piana di Sibari e punto strategico delle vie di transito tra Calabria, Campania e Puglia, a nord est di Cosenza. Roberto su questo avamposto fece costruire il primo castello in Calabria, durante le prime campagne militari progettate proprio da Scribla conquista quella zona e qualche tempo dopo Cariati. Da Scribla poteva controllare il tracciato dell'antica via Popilia, quindi era un punto strategico importante anche se la zona era paludosa e malsana. Durante questo periodo conquistò alcune delle roccaforti strategicamente più rilevanti per il controllo della Calabria Citeriore, tra queste vi era Malvito, già città fortificata di cui non sono ben chiare le origini, il Guiscardo la conquista intorno al 1049 o al 1050 (vi è la legenda del finto morto a tal proposito, ma questa diceria non è confermata da nessuna fonte), da qui poteva controllare tutta l'alta valle del Crati, successivamente prende accordi, dopo averlo rapito e aver chiesto un congruo riscatto, con Pietro di Tiro, si accaparra quindi un'alleanza con la vicina Bisignano, conquista Tarsia, sempre vicino all'antico tracciato della via Popilia e infine, per assicurarsi delle piazzeforti, conquista San Marco Argentano (in omaggio al quale, più tardi, battezzò la fortezza di San Marco d'Alunzio, il primo castello normanno in Sicilia, sito presso l'antica Aluntium) e vi edifica una fortificazione. Durante la sua permanenza in Calabria Roberto sposò la prima delle sue due mogli, Alberada di Buonalbergo, zia di Gerardo di Buonalbergo.

### La battaglia di Civitate
Dopo i primi anni di opaca presenza nel sud Italia, Roberto il Guiscardo mise di colpo in luce il proprio carattere, così diverso da quello dei suoi familiari e degli altri potenti della regione. I Longobardi, in un primo tempo vicini ai Normanni, si rivoltarono contro i loro vecchi alleati e si attirarono il favore del papa Leone IX, deciso ad espellere dalla penisola questo popolo di predoni. Lo scontro fra le armate longobardo-pontificie e le truppe normanne si consumò il 18 giugno 1053 a nord della Capitanata, dove l'esercito papalino fu duramente sconfitto nella battaglia di Civitate.
Vi presero parte Umfredo d'Altavilla e il conte Riccardo I di Aversa dei Drengot, che mise subito in fuga i soldati longobardi. A Roberto fu assegnato il comando delle truppe di riserva, che restarono ai margini della battaglia fino a che non fu evidente l'inefficacia degli attacchi sferrati dalle schiere di Umfredo: il Guiscardo si lanciò, allora, nella mischia insieme ad altri rinforzi guidati dal suocero e si distinse per il particolare valore della propria offensiva. Secondo lo storico del tempo Guglielmo di Puglia, il Normanno imperversò nella battaglia senza mai perdersi d'animo, anche se disarcionato, e poi rimontato in sella, per ben tre volte. L'esito dello scontro fu per lui un vero successo.

### Il Guiscardo vassallo del Papa

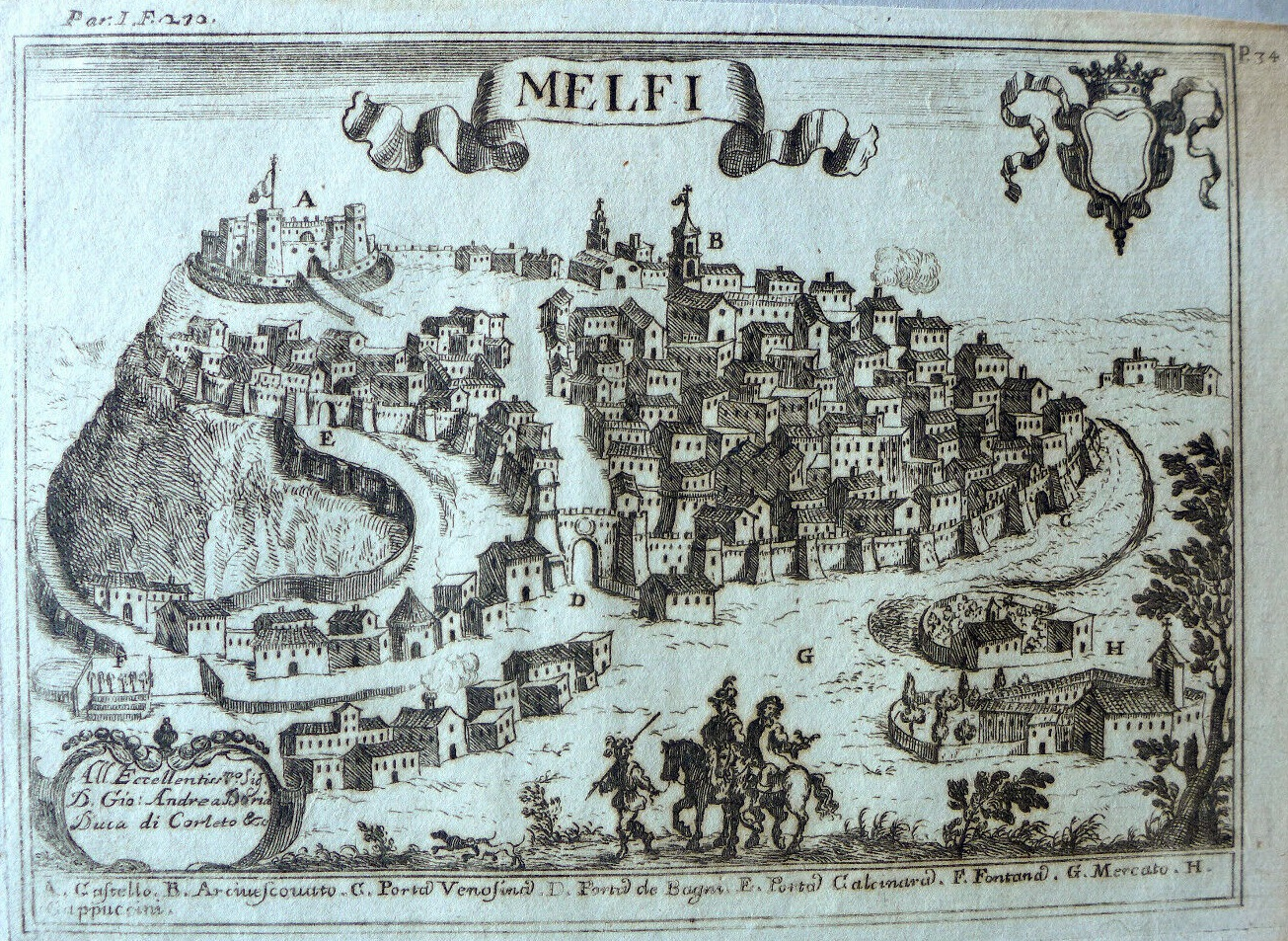
Antica stampa di Melfi, Capitale della Contea di Puglia, poi in provincia di Potenza.

Il papa, imprigionato, fu costretto a riconoscere la Contea di Puglia e il Principato di Capua, confermato a Riccardo di Drengot. Il pontefice si recò a Melfi e nominò Umfredo suo vassallo; consacrò il vassallaggio alla Chiesa del Guiscardo, che s'impegnò a proteggerla e a recuperare le Regalia Sancti Petri in Apulia e Basilicata. La dipendenza feudale fu rappresentata con il dono al pontefice di una cavalla bianca. Il Guiscardo, in cambio, offrì al papa la signoria su Benevento. Fu questa la svolta decisiva nella conquista nel Sud: il Guiscardo diventò il braccio armato della cristianità con la nascita di un rapporto di vassallaggio fra il Papa e i sovrani normanni.
Il Guiscardo, nel 1056, compì una spedizione contro il longobardo Gisulfo II di Salerno, poi conquistò Cosenza e una parte della Calabria. Raggiunse, quindi, a Melfi il fratellastro Umfredo, che era in fin di vita. Morto nel 1057, il conte Umfredo lasciò i due figli minorenni, Abelardo ed Ermanno, sotto la tutela della moglie longobarda Gaitelgrima di Salerno. Forte del successo ottenuto sul campo di battaglia di Civitate, Roberto reclamò per sé la successione.
Ad agosto dello stesso anno i cavalieri normanni si riunirono a Melfi e Roberto il Guiscardo assunse la tutela del giovane Abelardo, ma presto diseredò entrambi i nipoti e pretese il riconoscimento del titolo di (quarto) Conte di Puglia e Calabria. Per non insidiare i diritti acquisiti alla propria discendenza, confiscò i possedimenti del defunto fratellastro e privò i nipoti della loro legittima eredità.

In alleanza col fratello minore Ruggero si lanciò alla conquista dei territori non ancora sottomessi di Puglia e Calabria, mentre Riccardo Drengot Quarrel, già Signore di Aversa, suo cognato in quanto marito della sorella Fresenda, s'impadronì del Principato di Capua.

### L'ascesa al potere
Poco dopo la sua ascesa al comando supremo dei Normanni, quasi certamente nel 1058, Roberto ripudiò la prima unione con Alberada di Buonalbergo, madre di Boemondo e di Emma. Egli fece annullare le nozze perché avvenute tra consanguinei; fu la prima volta che si ricorse a tale motivazione allo scopo di sciogliere un matrimonio. Alberada si fece in disparte, confinata nella rocca di Melfi (ma poi si risposerà con Riccardo, figlio di Drogone).

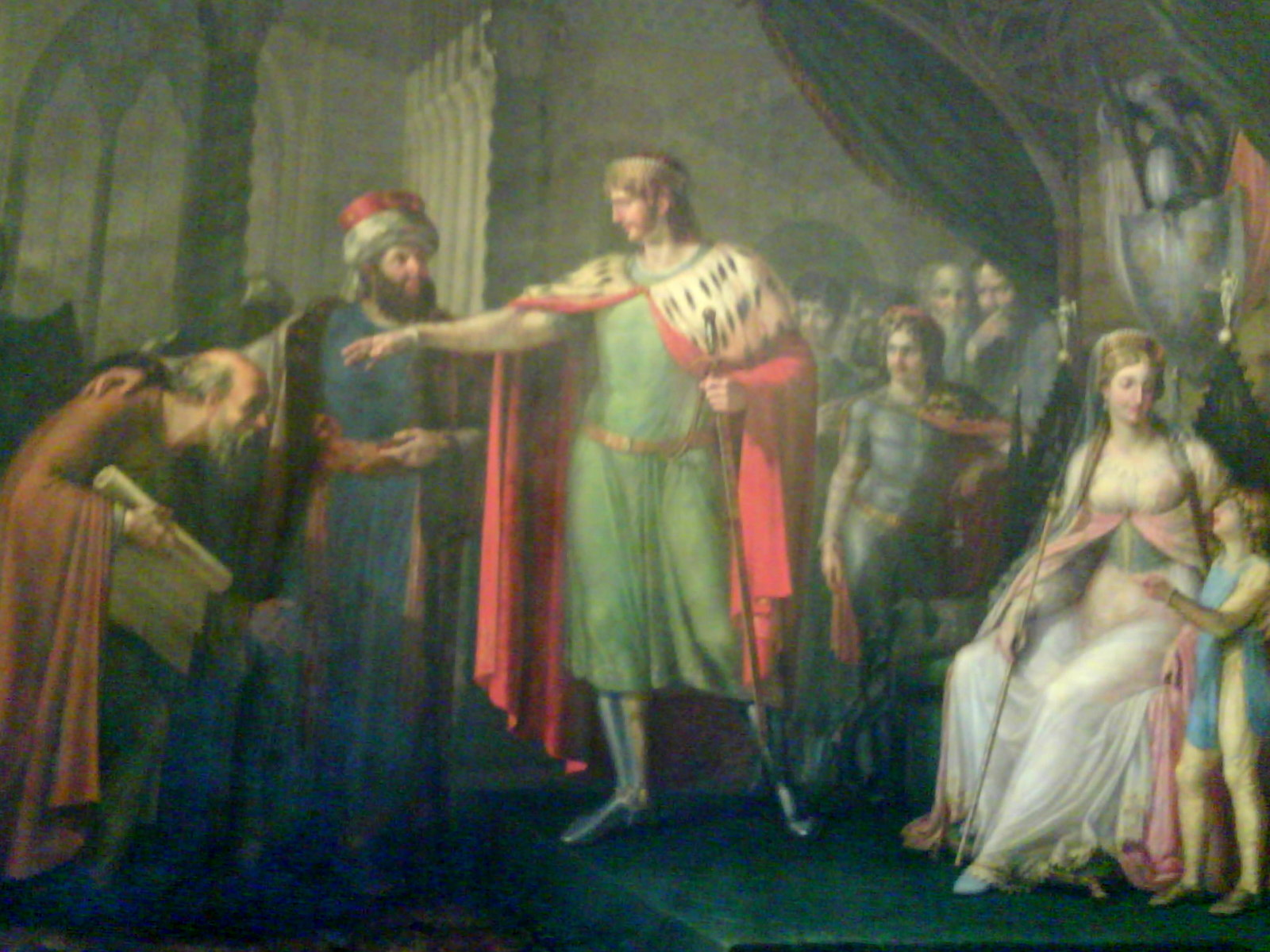
Costantino l'Africano viene presentato alla corte di Roberto il Guiscardo e Sichelgaita di Salerno.

Per rinforzare l'alleanza politica con i Longobardi, a Melfi si celebrarono le nozze tra il guerriero normanno e la potente principessa Sichelgaita di Salerno, figlia ventiduenne del defunto Guaimario IV e sorella del nuovo principe Gisulfo II. In cambio della mano della sorella, Gisulfo chiese a Roberto di distruggere due castelli appartenenti a Guglielmo del Principato, fratello minore del Guiscardo, che da tempo imperversava nei domini di Salerno.
Questo evento aprì alla casa d'Altavilla le porte dell'aristocrazia, mentre si realizzava l'unione dei Normanni con i Longobardi. Nello stesso periodo maturò anche l'alleanza fra il nuovo capo normanno e lo Stato Pontificio: il Papato, infatti, venuto ai ferri corti con l'imperatore, presagiva un'imminente rottura (quella che sarà la Lotta per le investiture) e si risolse a riconoscere le conquiste dei Normanni nel Meridione d'Italia, assicurandosene così la fedeltà.

### Gli Accordi di Melfi
Il rovesciamento dei precedenti assetti ebbe la sua clamorosa celebrazione con gli accordi di Melfi, che si articolarono su tre diversi momenti: il 24 giugno 1059 venne stipulato il Trattato di Melfi; dal 3 al 25 agosto 1059 venne celebrato il Concilio di Melfi I e infine il 23 agosto 1059 venne sottoscritto il Concordato di Melfi, in cui papa Niccolò II investì ufficialmente il Guiscardo del titolo di Duca di Puglia, Calabria e Sicilia, mentre Riccardo Drengot fu riconosciuto nuovo principe di Capua.

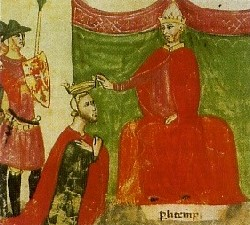
Il Papa Niccolò II, durante il primo Concilio di Melfi, nomina Roberto il Guiscardo Duca di Puglia e Calabria.

Roberto, dunque, fu elevato da conte a duca di buona parte del Mezzogiorno e gli fu attribuita anche la signoria della Sicilia, che però non era ancora stata sottratta al dominio arabo. La formula fu: per Grazia di Dio e di San Pietro duca di Puglia e Calabria e, se ancora mi assisteranno, futuro Signore della Sicilia. Egli accettò anche di versare un tributo annuo alla Santa Sede, in modo da mantenere titoli e terre e garantirsi la piena legittimità sulle future conquiste.

### La conquista della Calabria
Nei vent'anni successivi fu impegnato in una formidabile serie di conquiste e annessioni nel Sud Italia e in particolare in Calabria, per poi passare a guadagnarsi il dominio sulle terre siciliane, assieme al fratello Ruggero I.
La prima campagna d'espansione di Roberto il Guiscardo era cominciata poco prima, nel giugno del 1059, in coincidenza con l'apertura dei lavori del Concilio di Melfi. Roberto si pose a capo di un esercito e marciò sulla Calabria, compiendo così il primo tentativo di sottomissione di quella provincia, ancora saldamente in mano bizantina, dai tempi della campagna di Guglielmo Braccio di Ferro e Guaimario IV di Salerno.
Recatosi a Melfi per ricevere l'investitura ducale del Mezzogiorno, fece rapidamente ritorno in Calabria, dove le sue armate tenevano sotto assedio Cariati. Al suo arrivo la città si arrese e prima dell'inverno anche Rossano e Gerace caddero nelle sue mani. Quando ormai ai Bizantini non restava che la sola Reggio, Roberto tornò in Puglia, dove cercò di rimuovere le guarnigioni greche dai castelli di Taranto e Brindisi (1060).

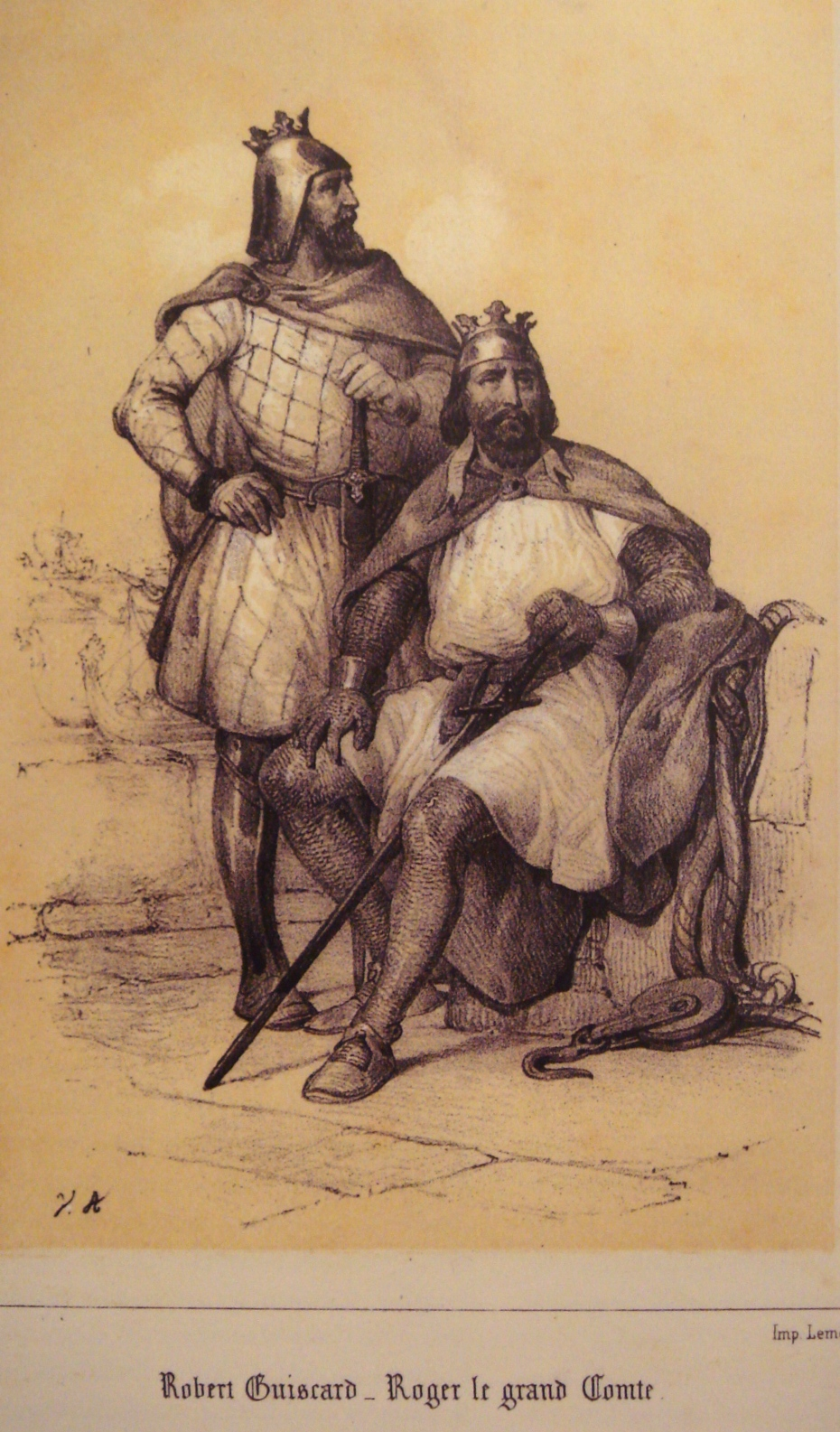
Illustrazione ottocentesca rappresentanti Roberto il Guiscardo e Ruggero I di Sicilia.

Tornato di nuovo in Calabria, si riunì al fratello Ruggero e si lanciò alla conquista di Reggio, caduta dopo un lungo e difficoltoso assedio al quale seguì la presa di Scilla, una cittadella fortificata in cui avevano trovato rifugio le guarnigioni reggine. A questo punto la strada verso la Sicilia era ormai spianata.
Il primo attacco all'isola fu sferrato a Messina, contro la quale il Guiscardo inviò inizialmente un piccolo contingente, subito respinto dalle difese saracene. Non disponendo ancora di un esercito d'invasione adatto all'impresa, Roberto decise di prepararsi al rientro in Puglia, messa sotto attacco da un nuovo contingente bizantino inviato dall'imperatore Costantino X.
Nel gennaio del 1061 la stessa Melfi fu cinta d'assedio e Roberto in persona fu richiamato in patria. L'imponenza della sua macchina bellica mise in fuga i bizantini e già nel maggio di quell'anno la regione fu sottomessa.

### Le campagne di conquista in Sicilia
L'invasione della Sicilia ebbe inizio nel 1061 con la presa di Messina, espugnata con relativa facilità dalle forze congiunte di Roberto e Ruggero. Gli uomini del Guiscardo si appostarono nottetempo nei pressi delle guarnigioni e sorpresero le guardie saracene allo spuntare del mattino: quando le sue truppe raggiunsero la città, la trovarono già abbandonata. Roberto pose lì il suo quartier generale e provvide ad innalzare nuove fortificazioni, mentre stringeva un'inedita alleanza con l'emiro musulmano di Siracusa Ibn al-Thumna, rivale dell'emiro di Castrogiovanni, Ibn al-Hawwās.
Le armate di Roberto, Ruggero e del nuovo alleato musulmano marciarono verso il centro dell'isola passando per Rometta, rimasta fedele ad al-Thumna, e attraversando l'attuale Frazzanò (all'epoca casale di San Marco, dove nel 1061 il Guiscardo fondò il primo castello normanno di Sicilia) e la Piana di Maniace, dove il catapano bizantino Giorgio Maniace e i primi Altavilla si erano distinti in battaglia ventun anni prima. Gli invasori diedero l'assalto al castello di Centuripe, ma la strenua resistenza incontrata li convinse a procedere oltre. Caduta Paternò, il Guiscardo portò le sue truppe sotto le mura della potente fortezza di Castrogiovanni (oggi Enna). I Saraceni si lanciarono impavidi contro il nemico e furono sconfitti, ma la fortezza non capitolò. Roberto decise allora di retrocedere, lasciando alcune guarnigioni nel castello di San Marco, che prese il nome dalla prima roccaforte calabrese da lui ottenuta in feudo: l'attuale San Marco Argentano. Entro il Natale di quell'anno fece ritorno in Puglia insieme a Sichelgaita.

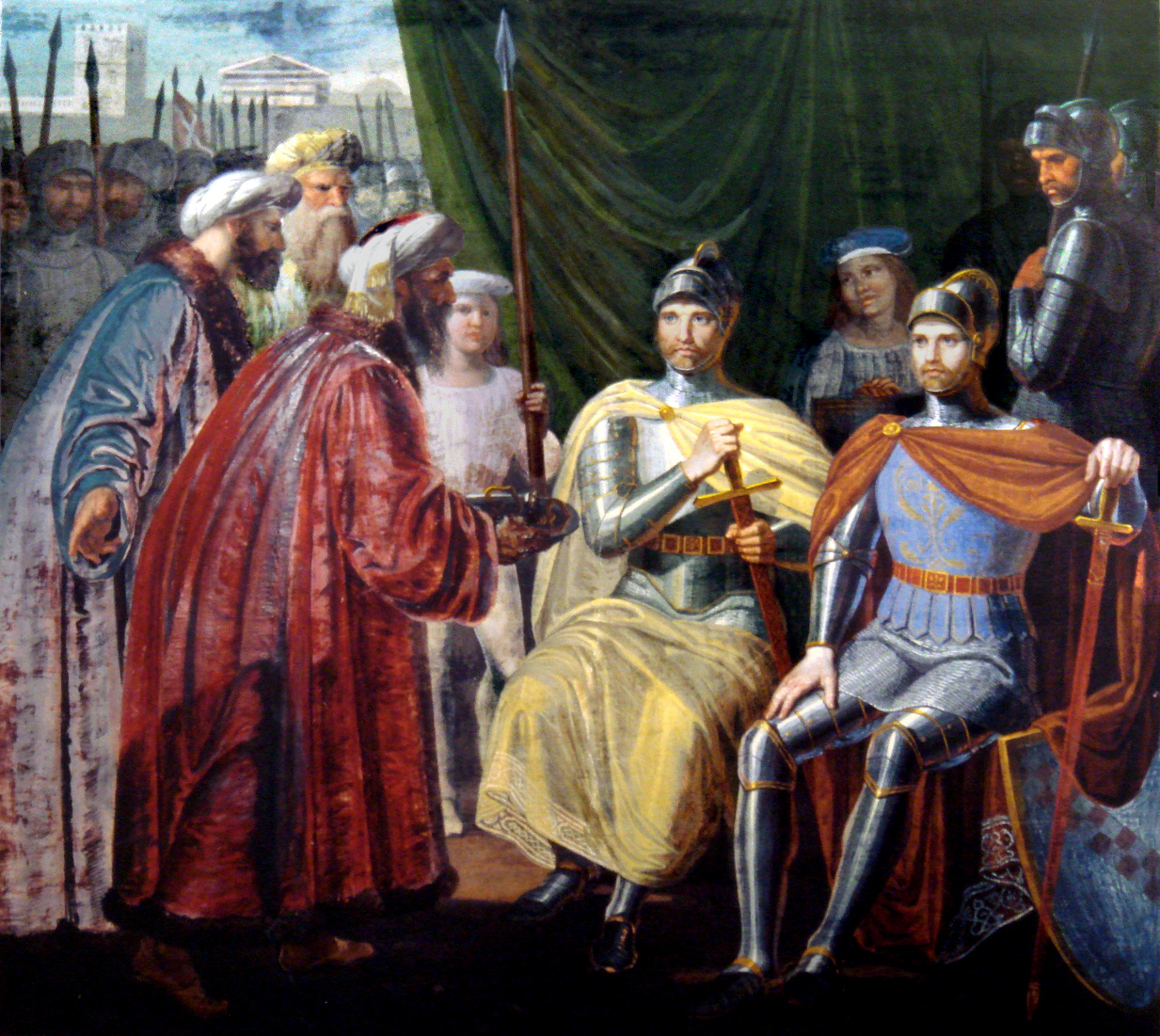
La consegna di Palermo da parte dei musulmani di Giuseppe Patania, al Palazzo dei Normanni.

La campagna riprese nel 1064: il Guiscardo oltrepassò Enna senza ritentare l'assalto e puntò dritto verso Palermo, andando però incontro ad un clamoroso insuccesso: l'accampamento normanno fu invaso dalle tarantole, il che costrinse le truppe alla fuga, facendo naufragare i disegni di Roberto.
Nel 1071 Roberto lasciò l'isola e nominò suo fratello Ruggero Gran conte di Sicilia.
Questi riprese l'impresa nel 1072, quando dopo un lungo assedio  mise in ginocchio Palermo e la costrinse a capitolare, segnando la fine di fatto del dominio arabo in Sicilia. Un'ultima disperata resistenza fu invano tentata da Benavert, che combatterà una eroica battaglia d'una guerra ormai persa, prima di cadere a Siracusa nel 1086. La conquista del resto dell'isola fu solo questione di tempo (l'ultima città musulmana a capitolare fu Noto, nel 1091).

### La conquista di Bari, di Salerno e di Benevento
Prima di espugnare Palermo e insignorirsi della Sicilia, Roberto il Guiscardo dovette combattere contro le ultime guarnigioni bizantine che ancora occupavano parte della Puglia, cuore del suo dominio. I bizantini avevano rioccupato Bari istituendovi un nuovo catapano su richiesta del nipote Abelardo, che la rivendicava in opposizione allo zio. Così il Guiscardo aveva assediato la città per mare e per terra per quattro anni finché gli abitanti, sopraffatti dalla carestia, ripararono al Guiscardo su consiglio di Argirizzo Joannacci, capo dei magistrati. Il vincitore offrì comunque dei risarcimenti per l'assedio. Il 16 aprile 1071, con la caduta di Bari, i Greci furono definitivamente estromessi dal sud Italia e il Guiscardo poté così rivolgere la propria attenzione ai grandi principati indipendenti di origine longobarda che ancora tenevano in mano propria vaste aree del meridione. Il primo obiettivo fu il Principato di Salerno: la città fu messa sotto assedio e cadde nel dicembre del 1076, ma il principe Gisulfo II, cognato del Guiscardo in quanto fratello di Sichelgaita, abbandonò il castello con la propria corte solo nel maggio del 1077.
Al dominio totale del Guiscardo nel Mezzogiorno mancavano a questo punto il Principato di Capua, sotto i Normanni dei Drengot, il Ducato di Napoli e Benevento, antico e potente principato longobardo ormai in decadenza: l'attacco alla città, sferrato nel 1078, mise in allarme papa Gregorio VII, poiché Benevento era considerato feudo della Santa Sede. Ma il pontefice non era in condizioni di inimicarsi i Normanni, impegnato com'era contro l'imperatore Enrico IV nella questione delle investiture. Decise allora di farseli alleati e, convocato Roberto a Ceprano nel giugno del 1080, lo investì nuovamente dei suoi titoli e diritti, assicurandogli anche la signoria sugli Abruzzi meridionali e - seppure con una formula sospensiva - sulla Marca Fermana, Salerno e Amalfi. Anche Benevento, da cinquecento anni indipendente, cadde sotto i colpi del Guiscardo, che ne assunse il titolo principesco.

### Le conquiste in Oriente

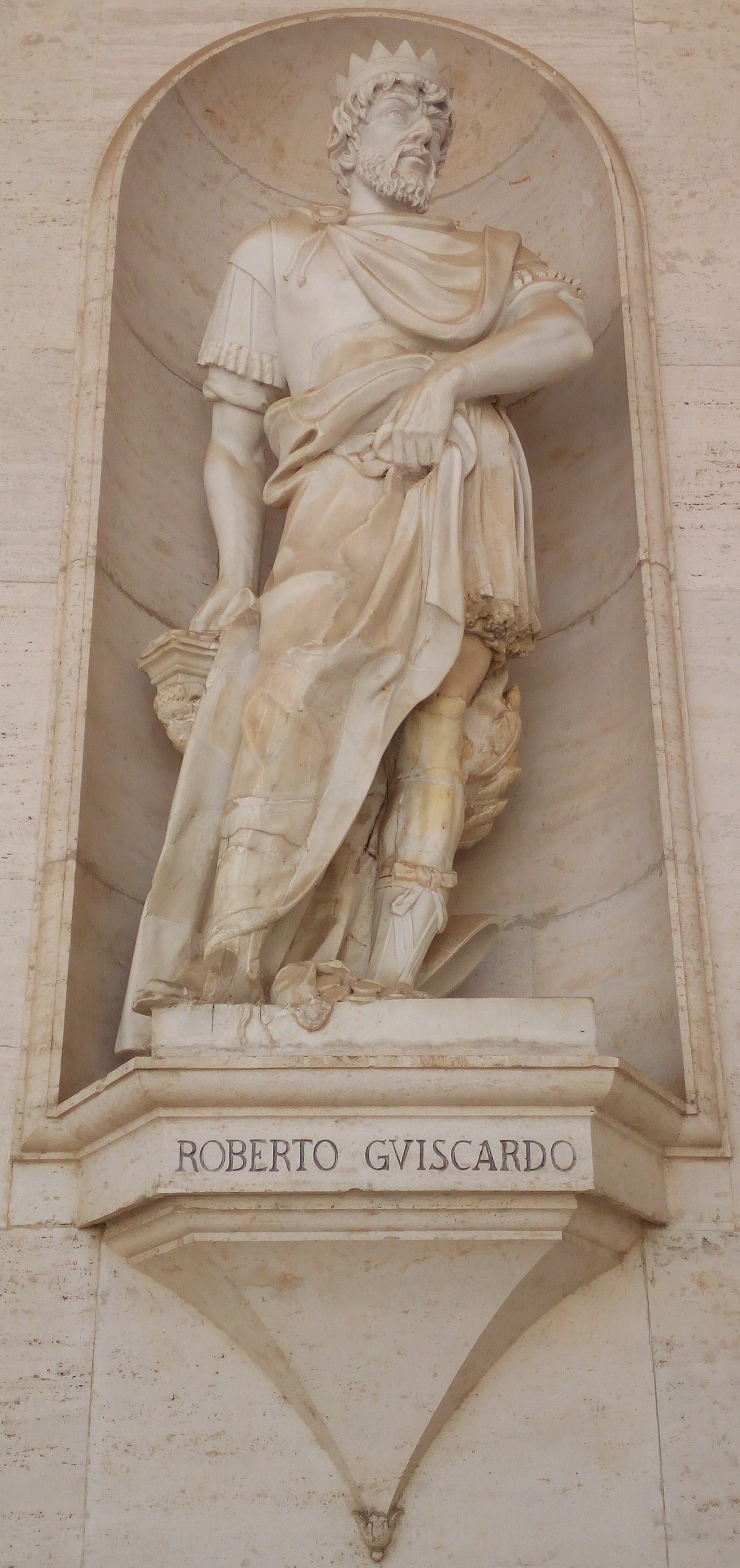
Statua di Roberto il Guiscardo (1700-1749) di Lorenzo Ottoni, alla Cattedrale di Santa Maria Assunta e San Benedetto abate, dell'Abbazia di Montecassino.

L'ultima grande impresa di Roberto il Guiscardo fu la campagna contro l'Impero bizantino, che rappresentò anche un importante tavolo di trattativa con i suoi vassalli ribelli. Nei disegni del normanno c'era la conquista del trono di Bisanzio, che egli legittimava con la recente deposizione (1078) di Michele VII, il cui figlio Costantino era stato promesso a sua figlia Olimpia. Un obiettivo che però non riuscì mai a realizzare.
La spedizione partì nel maggio del 1081: Roberto salpò da Brindisi con un esercito di 16.000 uomini e in ottobre inflisse una dura sconfitta all'imperatore bizantino Alessio, alleatosi alla Repubblica di Venezia, nella battaglia di Durazzo, e si impadronì di Corfù. Ma il precipitare delle vicende italiane lo costrinse a sospendere temporaneamente la campagna: nel giugno del 1083 il papa Gregorio VII, assediato a Castel Sant'Angelo dalle truppe tedesche di Enrico IV, lo chiamò in proprio soccorso.
Il 21 maggio 1084 Roberto entrò a Roma con 36.000 uomini e diede inizio a 3 giorni di devastazioni selvagge e sfrenato saccheggio della città, costringendo l'imperatore germanico alla ritirata. Al termine del saccheggio Roberto scortò il papa fino a Salerno per proteggerlo da un contrattacco imperiale.

### La morte
Durante la sua assenza dai campi di battaglia in Oriente, suo figlio Boemondo, per qualche tempo signore della Tessaglia, aveva perduto le conquiste fatte in terra greca. Il Guiscardo tornò per recuperare i territori perduti, rioccupò l'isola di Corfù e mise sotto assedio Cefalonia. Ma proprio durante quest'ultima battaglia, colto da una violenta febbre, morì il 17 luglio 1085 all'età di circa 60 anni. La cittadina di Fiscardo, sull'isola di Cefalonia, prese il nome da lui.
Il suo corpo (privato delle parti interne che rimasero a Otranto) fu portato a Brindisi per le onoranze funebri e poi a Venosa dove fu sepolto nella chiesa della Santissima Trinità, nella stessa tomba dove riposano anche altri illustri membri della Casa d'Altavilla: tra gli altri i suoi tre fratelli Guglielmo "Braccio di Ferro", Guglielmo di Principato e Drogone. "Hic terror mundi Guiscardus" ("Qui giace il Guiscardo, terrore del mondo") diceva la lapide commemorativa (oggi scomparsa) dell'abbazia di Venosa.

## Matrimoni e figli
Verso il 1051 sposò Alberada di Buonalbergo, dalla quale nacquero:
- Emma (1052 circa – ?), che sposò Oddone Bonmarchis ed ebbe per figlio Tancredi, principe di Galilea (c.1072 - 1112);
- Boemondo (c.1055 – 1111), principe di Taranto (1085), principe di Antiochia (1098).

La tradizione attribuisce alla seconda moglie Sichelgaita due altre figlie che, secondo alcune fonti, sarebbero però figlie di Alberada:
- Olimpia d'Altavilla (1059 o 1060 – 1095 circa), fu promessa sposa a Costantino Ducas, figlio ed erede dell'imperatore bizantino Michele VII; a Costantinopoli fu ribattezzata Elena;
- Héria (ante 1060 - ?), sposò nel 1077 (e non nel 1071) Ugo V del Maine, figlio di Alberto Azzo II d'Este e di Garsenda del Maine.

Dal matrimonio (1058 circa) con Sichelgaita di Salerno nacquero:
- Matilde d'Altavilla (1059 – 1108 o 1112), sposò nel 1078 o 1079 Raimondo Berengario II, conte di Barcellona; in seconde nozze Amerigo I, visconte di Narbona;
- Ruggero Borsa (1060/61 – 1111), duca di Puglia e Calabria;
- Guido (1061 circa – 1108), duca di Amalfi;
- Sibilla (1065 circa – ?), sposò verso il 1082 Ebles II conte di Roucy;
- Mabilia (1065 circa – ?), sposò verso il 1082 Guglielmo di Grandmesnil;
- Roberto (1068 – 1110), detto Scalio.

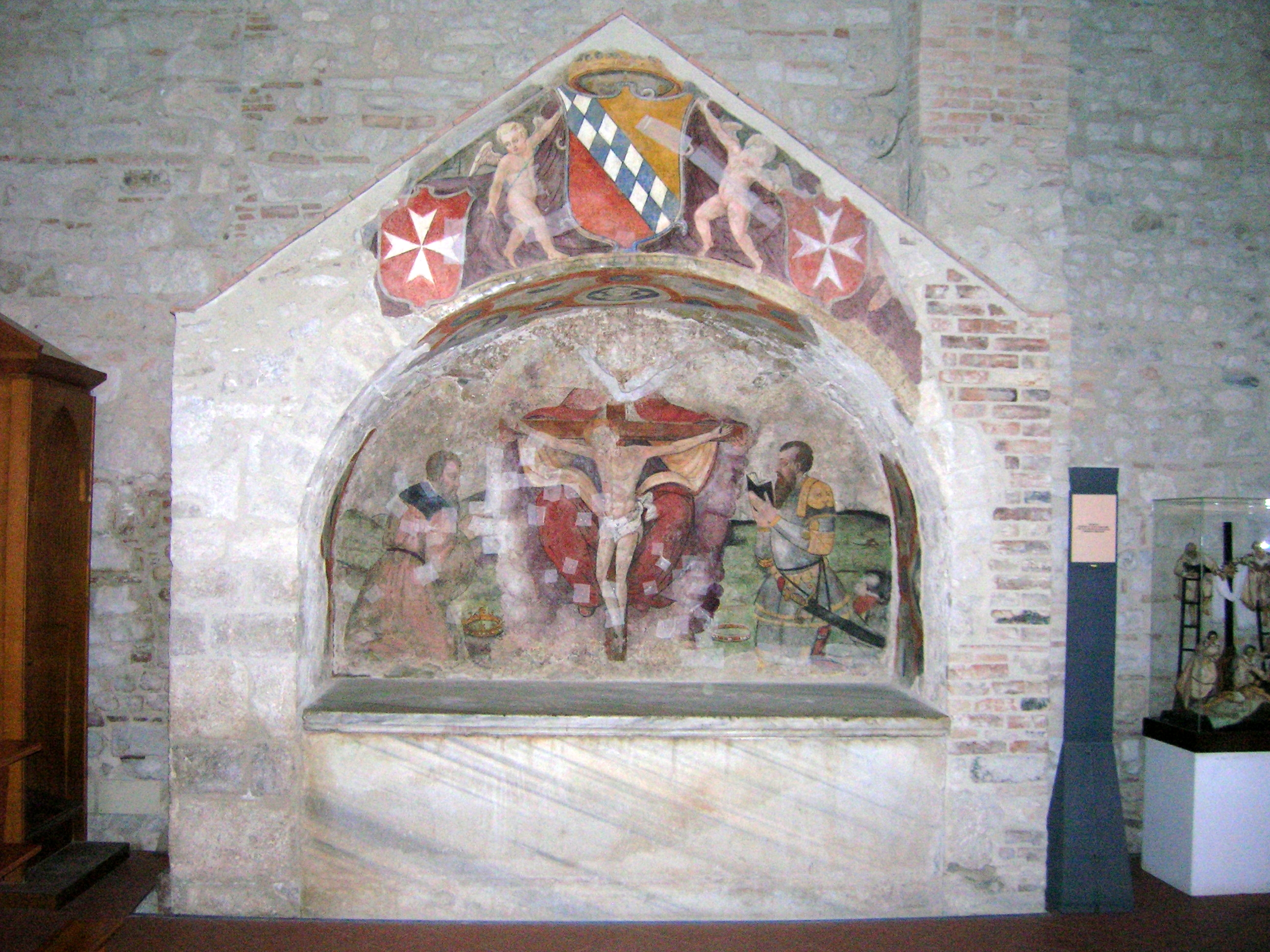
Sepolcro degli Altavilla a Venosa.

## La successione
A succedergli come Duca di Puglia e Calabria, Principe di Salerno fu il secondogenito Ruggero Borsa, primo dei figli avuti da Sichelgaita. Proprio a lei si deve l'estromissione del primogenito Boemondo dalla successione: nel 1073, infatti, insediata la propria corte a Bari, Sichelgaita indusse i nobili pugliesi a riconoscere suo figlio Ruggero come legittimo successore del Guiscardo in luogo di Boemondo, nato dal primo matrimonio di Roberto con Alberada. A Boemondo furono comunque destinati i possedimenti al di là dell'Adriatico, prima fra tutte la roccaforte di Durazzo che venne riconquistata velocemente dai Veneziani.

Il dominio sulla Contea di Sicilia, col titolo di Gran Conte, rimase appannaggio del fratello di Roberto, Ruggero, che aveva combattuto costantemente al suo fianco.
Roberto lasciò anche altri due figli maschi: Guido duca di Amalfi e Roberto Scalio, i quali non insidiarono mai la legittimità del potere del fratello maggiore Ruggero.
La grandezza di Roberto il Guiscardo e i suoi innumerevoli successi sono dovuti non solo alle sue straordinarie qualità, ma anche al rapporto d'intesa col Papato. Egli istituì e fece rispettare una forte autorità ducale, che fu tuttavia minata spesso da rivolte baronali e malcontenti da parte dei feudatari minori, come ad esempio nel 1078, quando egli chiese ai suoi vassalli un sostegno economico per le nozze di sua figlia. Troppo impegnato ad espandere continuamente i suoi territori, non ebbe il tempo e la possibilità di organizzarli al proprio interno. In questo senso, la solidità del dominio fu garantita da un insieme di fattori che spesso esulano dalle sue personali abilità politiche.
Nella storia del regno normanno d'Italia la figura del Guiscardo rimane sostanzialmente quella dell'eroe e del fondatore, mentre suo nipote Ruggero II rappresenta il vero statista e organizzatore dell'intera compagine.

## Nella memoria storica
- Roberto il Guiscardo viene citato anche nella Divina Commedia di Dante Alighieri, dapprima menzionato nel Canto XXVIII dell'Inferno e poi apparendo nel Canto XVIII del Paradiso: il Sommo Poeta immagina di scorgere lo spirito del Normanno nel Cielo di Marte, insieme ad altri famosi cavalieri crociati e combattenti per la fede.
- Il villaggio Fiskardo, situato nell'isola greca di Cefalonia, la maggiore delle isole Ionie, deve il suo nome a Roberto il Guiscardo, per il fatto che vi morì il 15 luglio del 1085 durante l'occupazione dell'area iniziata l'anno prima.

## Cultura di massa
- È il protagonista del dramma in versi incompiuto Robert Guiskard di Heinrich von Kleist, mai completato a causa della morte dell'autore nel 1811.
- Lo scrittore scozzese di romanzi storici David Donachie, sotto lo pseudonimo di Jack Ludlow, ha raccontato la conquista normanna della Sicilia nei primi tre romanzi della tetralogia The Conquest Series, con Roberto e suo fratello Ruggero I come protagonisti. Un'altra trilogia di romanzi sempre dello stesso autore, The Crusades Trilogy, vede come protagonista il figlio di primo letto del Guiscardo, Boemondo.
- Appare come personaggio nel romanzo di Alfred Duggan Count Bohemond, dedicato al suo primogenito il Principe di Taranto.
- Roberto il Guiscardo appare nel videogioco strategico sviluppato da Paradox Interactive Crusader Kings III, come uno dei principali personaggi giocabili.[11]
- Roberto il Guiscardo è tra gli antagonisti principali nel film Il leone di Amalfi di Pietro Francisci, ed è interpretato dall'attore Carlo Ninchi.

## Ascendenza
|                         |                          |         | Genitori |  |  | Nonni |  |  | Bisnonni |  |  | Trisnonni |  |
|                         |                          |         |          |  |  |       |  |  | …        |  |  | …         |  |
|                         |                          |         |          |  |  |       |  |  | …        |  |  | …         |  |
|                         |                          | …       |          |  |  |       |  |  | …        |  |  |           |  |
| …                       |                          |         |          |  |  |       |  |  | …        |  |  |           |  |
|                         |                          | …       | …        |  |  |       |  |  |          |  |  |           |  |
|                         |                          | …       | …        |  |  |       |  |  |          |  |  |           |  |
|                         |                          | …       | …        |  |  |       |  |  |          |  |  |           |  |
| Tancredi d'Altavilla    |                          | …       |          |  |  |       |  |  |          |  |  |           |  |
|                         |                          | …       | …        |  |  |       |  |  |          |  |  |           |  |
|                         |                          | …       | …        |  |  |       |  |  |          |  |  |           |  |
|                         |                          | …       | …        |  |  |       |  |  |          |  |  |           |  |
| …                       |                          | …       |          |  |  |       |  |  |          |  |  |           |  |
|                         |                          | …       | …        |  |  |       |  |  |          |  |  |           |  |
|                         |                          | …       | …        |  |  |       |  |  |          |  |  |           |  |
|                         |                          | …       | …        |  |  |       |  |  |          |  |  |           |  |
| Roberto il Guiscardo    |                          | …       |          |  |  |       |  |  |          |  |  |           |  |
|                         | Guglielmo I di Normandia | Rollone |          |  |  |       |  |  |          |  |  |           |  |
|                         | Guglielmo I di Normandia | Rollone |          |  |  |       |  |  |          |  |  |           |  |
|                         | Guglielmo I di Normandia | Poppa   |          |  |  |       |  |  |          |  |  |           |  |
| Riccardo I di Normandia | Guglielmo I di Normandia |         |          |  |  |       |  |  |          |  |  |           |  |
|                         |                          | Sprota  | …        |  |  |       |  |  |          |  |  |           |  |
|                         |                          | Sprota  | …        |  |  |       |  |  |          |  |  |           |  |
|                         |                          | Sprota  | …        |  |  |       |  |  |          |  |  |           |  |
| Fresenda                |                          | Sprota  |          |  |  |       |  |  |          |  |  |           |  |
|                         |                          | …       | …        |  |  |       |  |  |          |  |  |           |  |
|                         |                          | …       | …        |  |  |       |  |  |          |  |  |           |  |
|                         |                          | …       | …        |  |  |       |  |  |          |  |  |           |  |
| …                       |                          | …       |          |  |  |       |  |  |          |  |  |           |  |
|                         |                          | …       | …        |  |  |       |  |  |          |  |  |           |  |
|                         |                          | …       | …        |  |  |       |  |  |          |  |  |           |  |
|                         |                          | …       | …        |  |  |       |  |  |          |  |  |           |  |
|                         |                          | …       |          |  |  |       |  |  |          |  |  |           |  |